# 遜河県
遜河県（そんが-けん）は満州国及び中華民国により現在の黒竜江省にかつて存在した県。

## 歴史
県名は県内を流れた遜河（遜別拉河）に由来する。
1916年（民国5年）8月、遜河稽墾局が設置された。1928年（民国17年）、遜河設治局に昇格している。満州国が成立すると1931年（民国20年）に遜河県に昇格し、1934年（康徳元年）には新設された黒河省の管轄とされた。1943年（康徳10年）10月、遜河県は奇克県と合併し遜克県となった。
満州国が崩壊し中華民国政府が行政権を回復すると、1947年（民国36年）に遜克県は分割され遜河県及び奇克県が再び設置された。1948年（民国37年）、中国共産党による「解放」が実施されると遜河県は奇克県、烏雲県と統合され遜克県とされ、遜河県は消滅した。